# Rožnovská Bečva
Rožnovská Bečva, nazývaná také Dolní Bečva, je řeka ve Zlínském kraji, menší ze dvou zdrojnic řeky Bečvy. Délka toku je 38,0 km. Plocha povodí měří 254,4 km². Patří do povodí Moravy a úmoří Černého moře.

## Průběh toku
Řeka pramení ve Vsetínských vrších na severním úbočí hory Vysoká (1024 m) v nadmořské výšce 950 m. Odděluje Vsetínské vrchy od Moravskoslezských Beskyd – protéká Rožnovskou brázdou. Protéká obcemi Horní Bečva, Prostřední Bečva, Dolní Bečva a Rožnov pod Radhoštěm. Ve Valašském Meziříčí se stéká s Vsetínskou Bečvou (viz soutok řek Rožnovská Bečva a Vsetínská Bečva), a dále pokračuje jako Bečva, která se vlévá do Moravy jako levý přítok.

### Větší přítoky
- levé – Solanecký potok, Hážovický potok, Maretkový potok
- pravé – Mečůvka, Kněhyně, Dolní Rozpitý potok, Hornopasecký potok, Dolnopasecký potok, Starozuberský potok, Zuberský potok, Zašovský potok, Krhovský potok

## Vodní režim
Průměrný průtok řeky ve Valašském Meziříčí nedaleko jejího ústí na říčním kilometru 1,4 činí 3,79 m³/s.
Hlásné profily:
| místo                | říční km | plocha povodí | průměrný průtok (Qa) | stoletá voda (Q100) |
| -------------------- | -------- | ------------- | -------------------- | ------------------- |
| Rožnov pod Radhoštěm | 14,30    | 160,24 km²    | 2,72 m³/s            | 301,0 m³/s          |
| Valašské Meziříčí    | 1,40     | 252,45 km²    | 3,79 m³/s            | 441,0 m³/s          |

## Mlýny
- Paláčkův mlýn, Rožnov pod Radhoštěm, zanikl

## Galerie

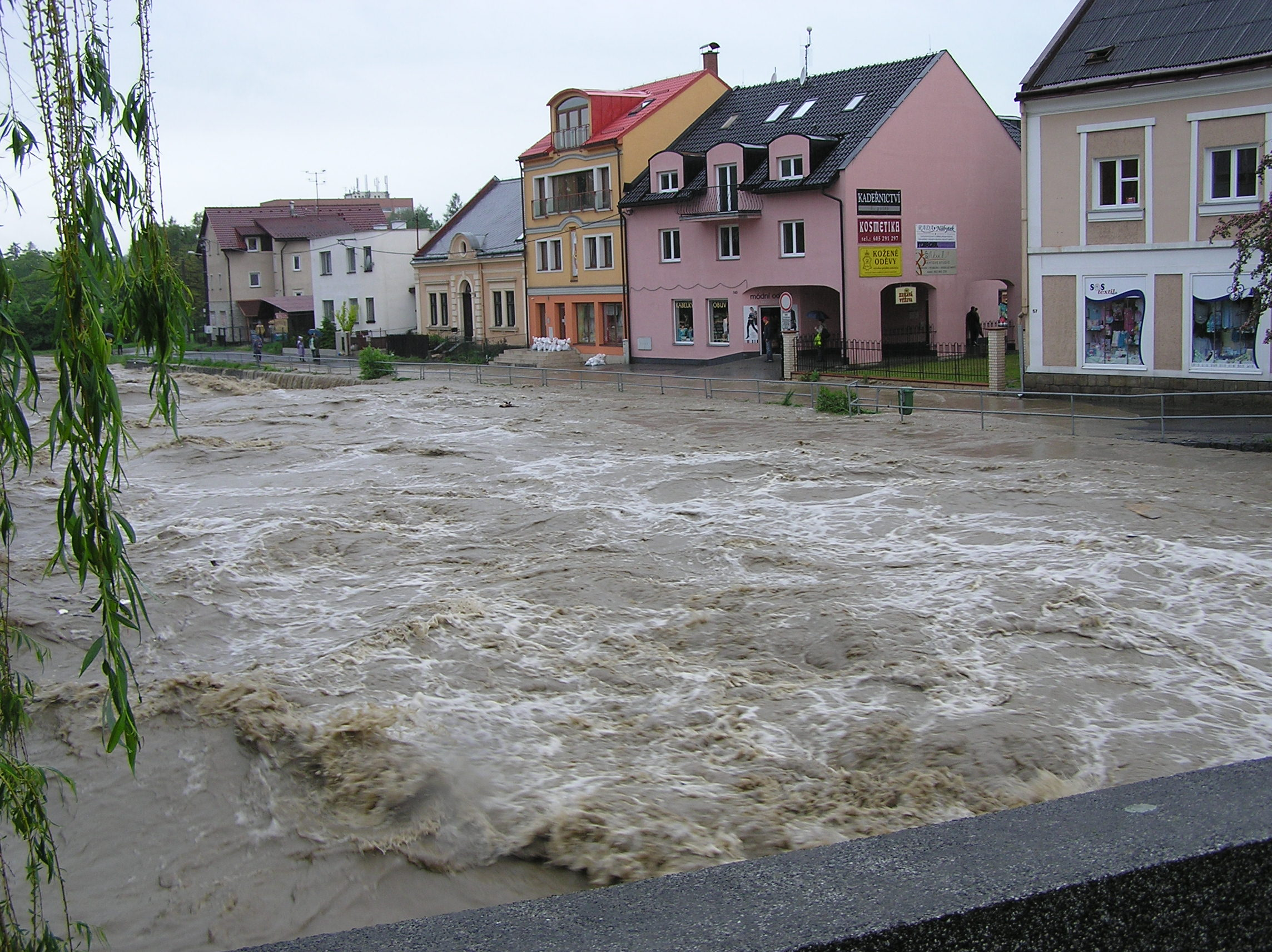
Rozvodněná Rožnovská Bečva během povodní v květnu 2010
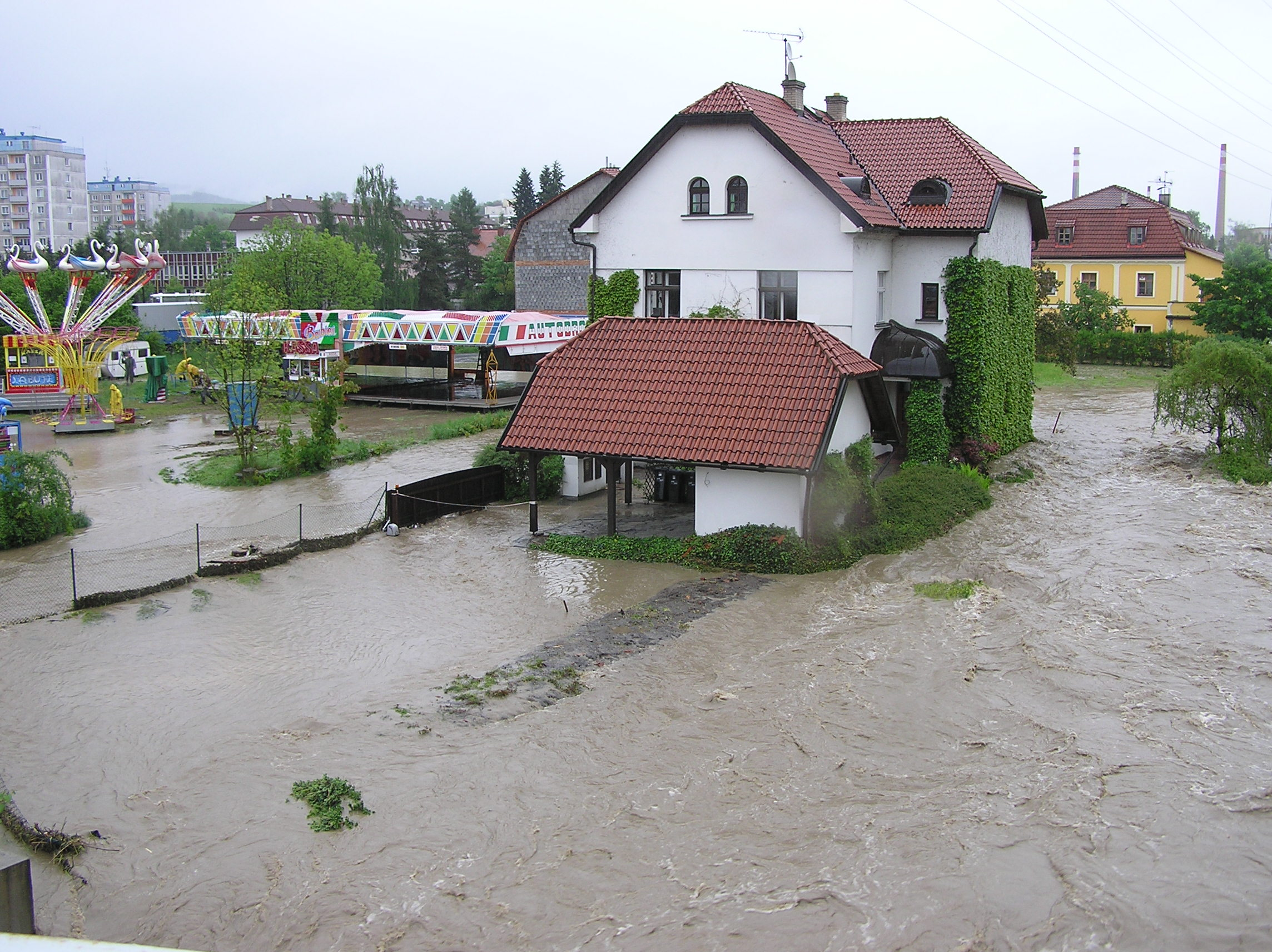
Část Valašského Meziříčí zaplavená Rožnovskou Bečvou
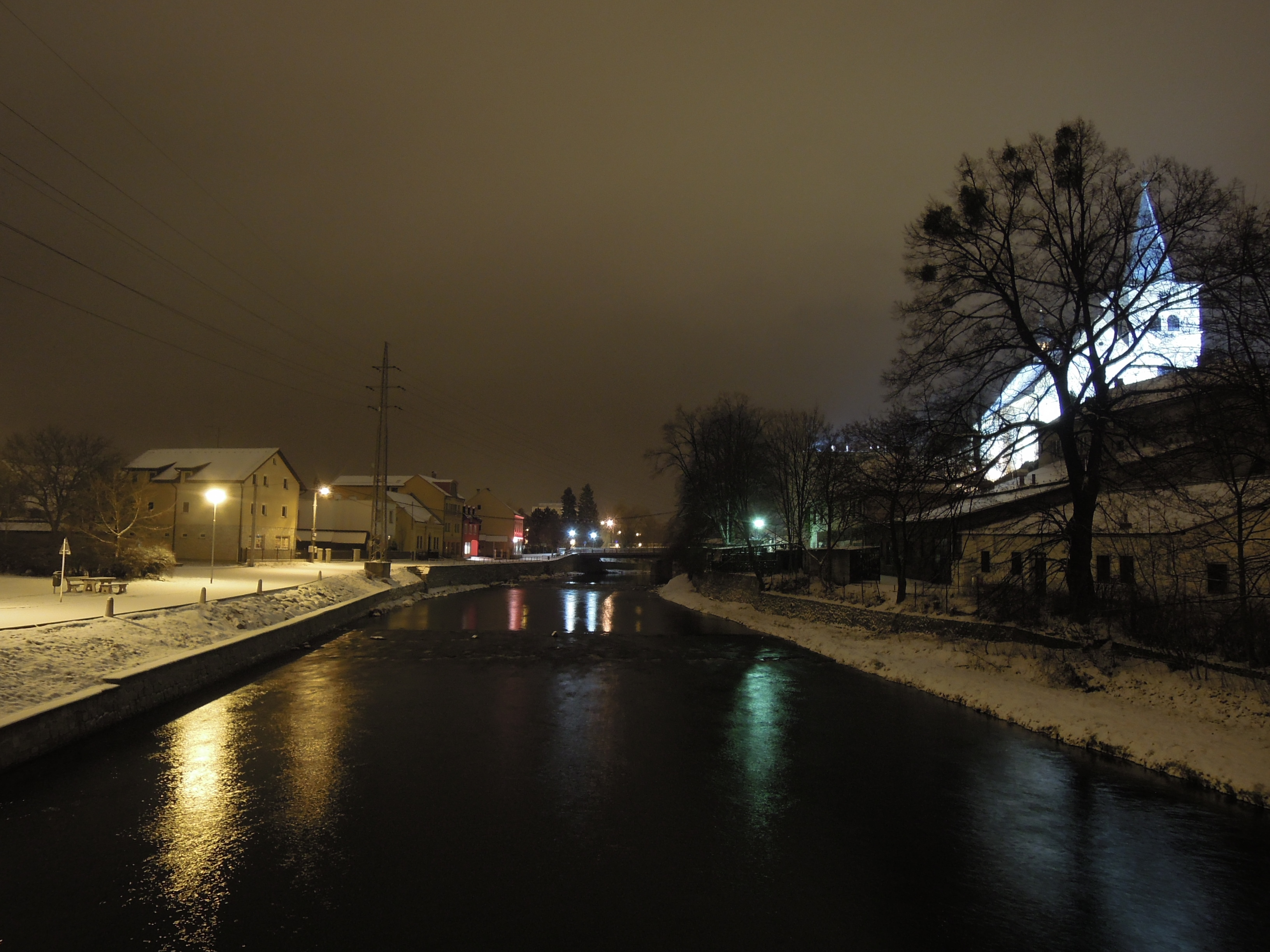
Rožnovská Bečva ve Valašském Meziříčí
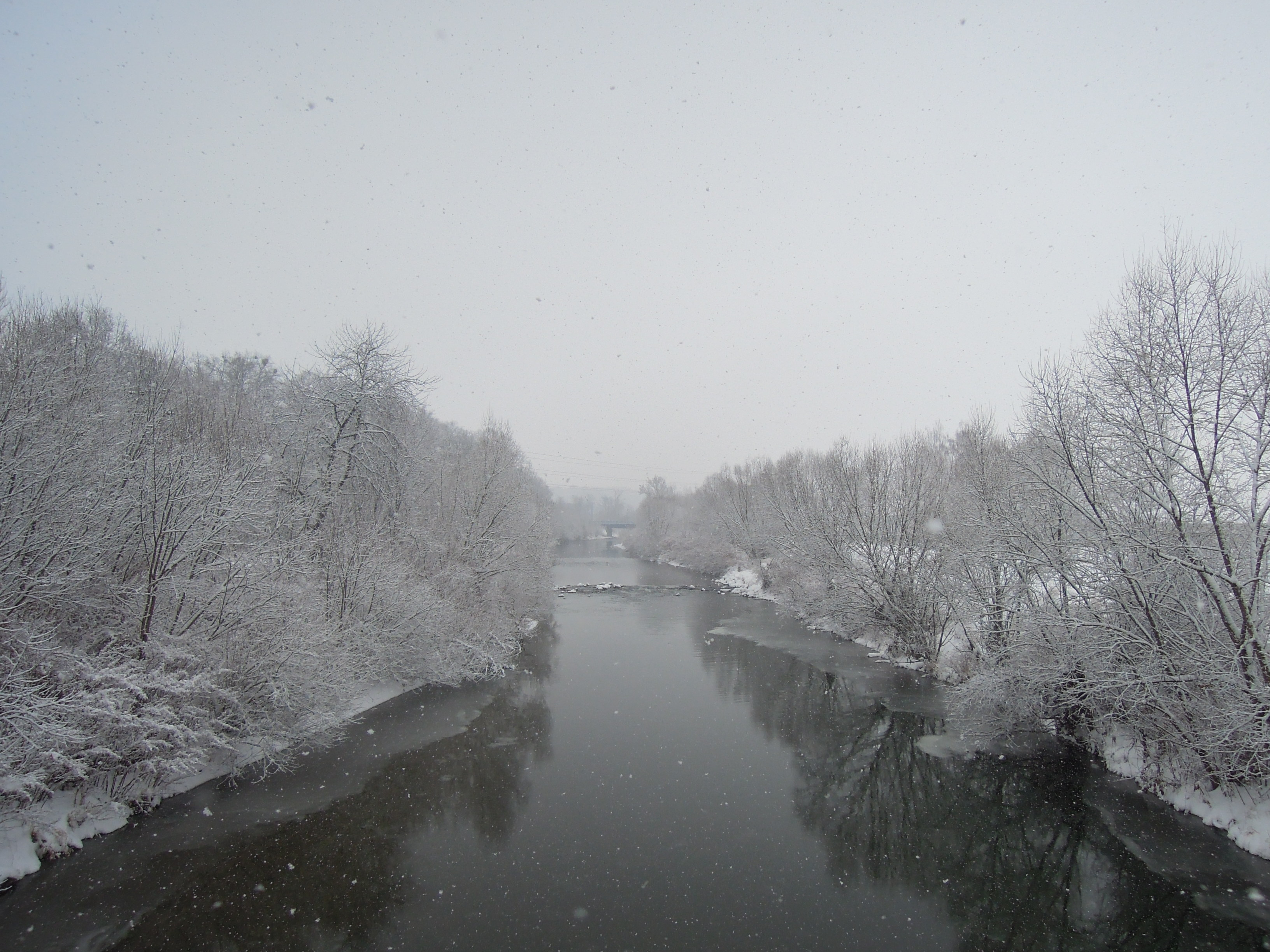
Rožnovská Bečva ve Valašském Meziříčí v zimě